# Gesellschaft zur wissenschaftlichen Untersuchung von Parawissenschaften
De Gesellschaft zur wissenschaftlichen Untersuchung von Parawissenschaften (GWUP) ("Vereniging voor Wetenschappelijk Onderzoek naar Parawetenschappen") is een Duitstalige non-profitorganisatie die wetenschappelijk skepticisme bevordert. Het hoofdkantoor staat in Roßdorf. Het geschatte ledental in 2016 is 1400, bestaande uit wetenschappers of leken die in wetenschap geïnteresseerd zijn. De GWUP organiseert jaarlijks een conferentie over verschillende hoofdonderwerpen.

## Doelen en thema's
De GWUP beschouwt de kritische overweging van onbewezen beweringen op terreinen zoals parawetenschappen, esoterie, bijgeloof, religie en alternatieve geneeswijzen als haar hoofddoel. Zij streeft naar verlichting in de zin van volkseducatie (Volksbildung) en consumentenbescherming. De GWUP onderstreept het belang van wetenschappelijke procedures en kritisch denken voor maatschappelijke uitdagingen. Naast een theoretisch geschil worden individuen zoals wichelroedelopers, telekinetici, "energetiseerders" (water "energie" geven), alternatieve behandelaars en astrologen bekritiseerd en soms hun vaardigheden ook gedeeltelijk onderworpen aan empirische experimenten.
Het verklaarde doel van de GWUP is het bevorderen van kritisch denken en de wetenschappen inclusief hun methoden. Wetenschappelijke methoden moeten verbreid, begrijpelijk gemaakt en toegepast worden op parawetenschappen, pseudowetenschappen alsmede verwante geloofsstelsels. Hieronder valt ook het onderrichten van het algemene publiek over de huidige stand van wetenschappelijke kennis rondom parawetenschappelijke claims.
De GWUP legt sterk de nadruk op gezondheid, complementaire en alternatieve geneeswijzen, vooral homeopathie. Op deze vlakken wordt bijzondere kritische aandacht gevestigd, omdat geloof in ineffectieve methoden leidt tot het verwaarlozen van effectievere behandelingen. Voorts bediscussieert de GWUP occultisme, spiritisme, esoterie en ideologieën die bijvoorbeeld aan de antroposofie ten grondslag liggen. Daarnaast bestrijkt zij onderwerpen zoals religie, geloof, bijgeloof en creationisme. Astrologie, waarzeggerij en profetieën worden zorgvuldig nagespeurd in een jaarlijkse check van de uitkomst van prognoses. Verdere onderwerpen zijn complottheorieën, paratechnologieën, cryptozoölogie, de paleocontacthypothese en ufologie.
In Duitsland is de GWUP betrokken bij de onderwijspolitiek. In 2012 trachtte zij te verhinderen dat een openbare school in Hamburg zou experimenteren met vrijeschoolonderwijs. De open brief van de GWUP-Wetenschapsraad eiste dat men

in plaats van een esoterische leer zonder mitsen en maren een verlicht, modern en wetenschappelijk wereldbeeld centraal stelt in het onderwijs.

## Organisatie

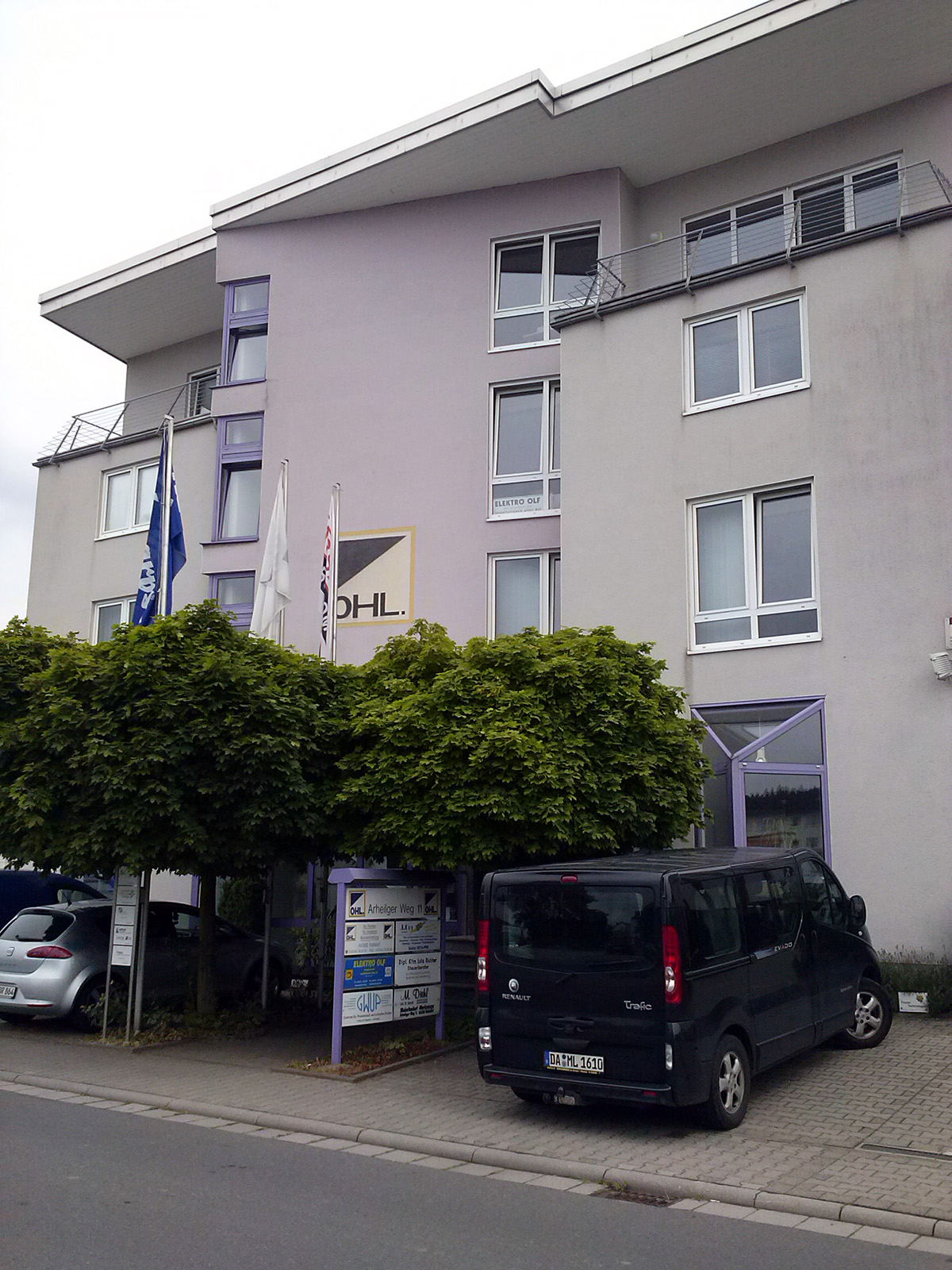
Het GWUP-hoofdkwartier in Roßdorf.

De GWUP is opgericht als een Eingetragener Verein in Bonn op 11 oktober 1987. De vereniging is een in Duitsland erkend goed doel vanwege haar toewijding aan volkseducatie. Haar hoofdkwartier bevindt zich in Roßdorf bij Darmstadt. Sinds 2008 is haar voorzitter de elektrotechnicus en CSI-fellow Amardeo Sarma, die ook voorzitter was van de European Council of Skeptical Organisations in de periode 2000–2013. De GWUP beschouwt zichzelf als de oudste en grootste skeptische organisatie in Duitssprekend Europa en rekent zichzelf tot de internationale skeptische beweging. De GWUP noemt de informele Arbeitsgemeinschaft der Skeptiker zur Untersuchung von Pseudowissenschaften und Okkultem (ASUPO, "Werkgroep van Skeptici voor het Onderzoeken van Pseudowetenschappen en Occultisme", opgericht op 7 februari 1987) en de Deutsche Gesellschaft zur Bekämpfung des Kurpfuschertums ("Duitse Vereniging ter Bestrijding van de Kwakzalverij", opgericht in 1903, verboden door de nazi's).
De Gesellschaft heeft een wetenschappelijke adviesraad tot haar beschikking, die momenteel wordt voorgezeten door Peter Kröling en Wolfgang Hell. De Wetenschapsraad heeft een interdisciplinaire samenstelling en omvat natuurwetenschappers, menswetenschappers en andere wetenschappers in disciplines zoals geneeskunde, psychologie, natuurkunde, astronomie, biologie, pedagogiek, filosofie en economie. De Wetenschapsraad is bedoeld om de wetenschappelijke standaarden van het werk van de Gesellschaft te waarborgen. Een vertegenwoordiger van de Wetenschapsraad wordt hiervoor afgevaardigd naar het GWUP-bestuur.
In Roßdorf onderhoudt de GWUP het Centrum voor Wetenschap en Kritisch Denken (Zentrum für Wissenschaft und kritisches Denken), dat voltijds wordt geleid door Martin Mahner. Er worden onder andere onderzoeksvragen van journalisten en geïnteresseerden beantwoord. Het werd in 1999 opgericht en er worden jaarlijks zo'n 200 onderzoeken verricht. Het omvat ook een naslagbibliotheek.
Er zijn verschillende regionale groepen van de GWUP in Duitsland en Oostenrijk. Deze bevinden zich in Berlijn, Essen (voor het Metropoolgebied Rijn-Ruhr), Hamburg, Keulen, München, Stuttgart, Würzburg, Wenen en Untersberg (voor de regio Salzburg/Freilassing). De Weense groep draagt de naam Gesellschaft für kritisches Denken ("Vereniging voor Kritisch Denken").

## Activiteiten

### Conferenties
Sinds 1989 organiseert de GWUP een jaarlijkse conferentie om de resultaten van haar activiteiten zichtbaar te maken aan het publiek. In juli 2011 vond de conferentie, met de titel "Fakt und Fiktion", plaats in het Naturhistorisches Museum in Wenen en de Technische Universiteit Wenen. In 2012 organiseerde de GWUP het 6th World Skeptics Congress van 18–20 mei in Berlijn. In 2013 werd de conferentie gehouden in Keulen en werd zij voor het eerst "SkepKon" genoemd. De conferentie van 2014 werd in München gehouden.

### Das Goldene Brett vorm Kopf
De ironische prijs Das Goldene Brett vorm Kopf ("het Gouden Bord voor de Kop") wordt jaarlijks uitgereikt in Wenen aan degene die dat jaar in het Duitse taalgebied de "verbazingwekkendste pseudowetenschappelijke onzin" heeft verkondigd. Tijdens de GWUP-conferentie van 2011 in Wenen werd deze prijs voor het eerst uitgereikt aan filmregisseur Peter A. Straubinger voor zijn pseudowetenschappelijke documentaire Am Anfang war das Licht, over inedia. Straubinger ontving het Gouden Bord persoonlijk. In 2012 ontving Harald Walach de prijs. De Levenswerkprijs werd gegeven aan Erich von Däniken.
In 2013 ging de prijs naar de organisatie "Homeopaten Zonder Grenzen".

### Psitest

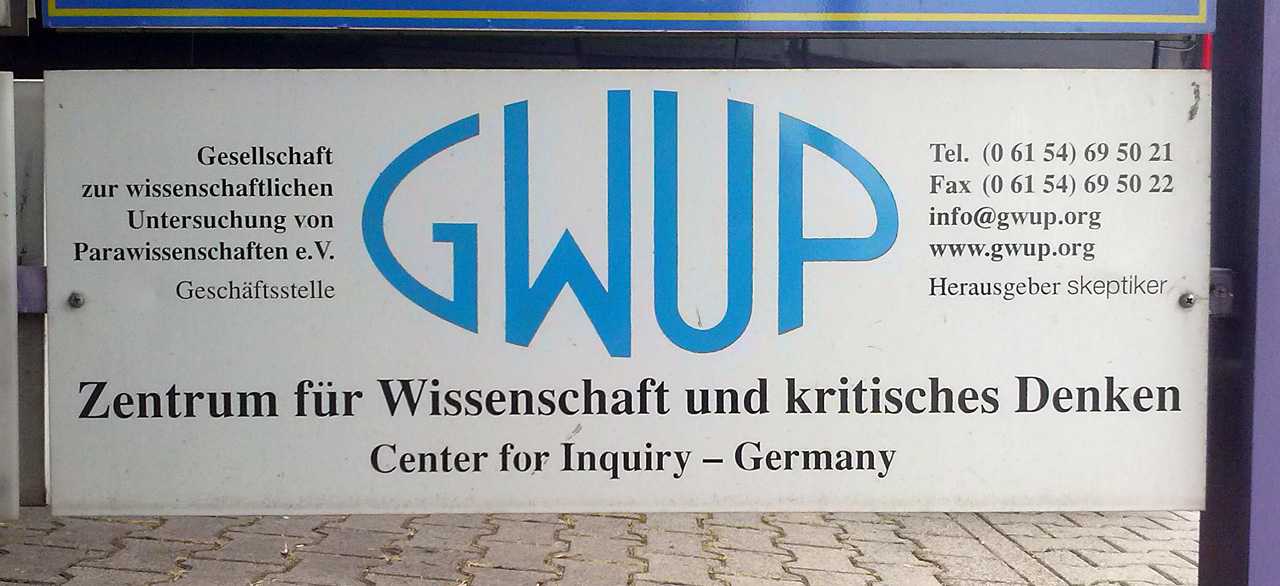
Het Centrum voor Wetenschap en Kritisch Denken.

Sinds 2004 voert de GWUP jaarlijks experimenten uit om vermeende paranormale vaardigheden te testen. Aanvankelijk werden de experimenten georganiseerd in samenwerking met James Randi als onderdeel van de One Million Dollar Paranormal Challenge, later onafhankelijk. De beloning voor bewijs van paranormale krachten is €10.000. De toetsingsprocedure wordt vooraf overeengekomen met de kandidaat en de GWUP. Tot en met 2010 hebben rond de 30 kandidaten zich aangemeld om hun "psi"-vaardigheden te laten testen, vooral wichelroedelopers. Anno 2014 heeft nog niemand de uitdaging met succes volbracht. De meest recente psitest vond plaats op 12 augustus 2013 aan de Universiteit van Würzburg, waarbij opnieuw geen proefpersoon in staat was enige paranormale vaardigheden aan de dag te leggen. Journalist en psycholoog Sebastian Bartoschek deed verslag van de test.

### Prognosecheck
Sinds 2002 publiceert wiskundige Michael Kunkel jaarlijks een terugblik op de astrologische voorspellingen van het afgelopen jaar. De voorspellingen worden gepubliceerd op Wahrsagercheck ("Waarzeggerscheck"). De voorspellingen komen voornamelijk van het internet (circa 70%), terwijl gedrukte voorspellingen (kranten, tijdschriften en boeken) de overige 30% uitmaken. In 2010 werden 110 voorspellingen van meer dan 60 waarzeggers en astrologen geëvalueerd.

### Homeopathie / 10:23-campagne
De GWUP is een welbekende criticus van homeopathie. In het jaar 2005 lanceerde men een petitie tegen de uitzonderingsbehandeling van homeopathie als een geneeswijze in Duitsland. In 2011 nam de GWUP deel aan de internationale 10:23-campagne, waarbij critici van homeopathie in het openbaar een overdosis innamen van sterk gepotentieerde homeopathische verdunningen, teneinde te waarschuwen tegen de wetenschappelijk niet-erkende grondslag van de homeopathie en de wetenschappelijk onbewezen werkzaamheid van homeopathische producten.
In 2014 werd de GWUP door verschillende kranten de belangrijkste criticus genoemd van de geplande bacheloropleiding in homeopathie in Traunstein. Dr. Norbert Aust zei tegen de pers: "Homeopathie mist de ambitie van een wetenschap om haar eigen grondslagen te bestuderen. Onderzoek in de homeopathie is er louter op gericht om het verwijt van ineffectiviteit te weerleggen", terwijl GWUP-voorzitter Amardeo Sarma opmerkte dat "het voorgestelde College voor Homeopathie in Traunstein een academische etikettenzwendel is die een pseudowetenschap een hogere reputatie verleent". In april 2014 werd de invoering van de cursus afgelast.

### Skeptics in the Pub
Regelmatig worden er in cafésfeer lezingen gegeven over skeptische onderwerpen in Hamburg, Berlijn en Keulen. Momenteel zijn er wereldwijd meer dan 100 groepen die in een dergelijke stijl informele ondermoetingen houden onder de noemer Skeptics in the Pub.

### Publicaties, blogs en sociale media
Sinds 1987 publiceert de Gesellschaft in haar kwartaalblad Skeptiker artikelen en interviews die gaan over de kerninteresses van de vereniging. Anno 2011 had Skeptiker 2200 abonnees; hoofdredacteur is Inge Hüsgen.
De GWUP en verscheidene van haar leden houden ook skeptische blogs bij over een veelvoud aan thema's. De blogs dienen de vereniging als aanvulling op haar tijdschrift Skeptiker.

## Mediareceptie
Acties van de GWUP worden regelmatig gemeld in redactiestukken van Duitstalige massamedia. De psitests van de GWUP en de One Million Dollar Challenge werden bijvoorbeeld in 2004 gepresenteerd in het WRD-programma Quarks & Co. Vooral vlak vóór en tijdens de conferenties verslaan dagbladen en online media de daar behandelde onderwerpen en achtergronden. GWUP-leden worden vaak bij televisieshows uitgenodigd als experts over onderwerpen waarmee de vereniging zich bezighoudt, bijvoorbeeld Heinz Oberhummer over „Wieviel Unvernunft verträgt die Wissenschaft?“ ("Hoeveel onredelijkheid kan de wetenschap verdragen?") in het Servus-tv-programma Talk im Hangar-7, Amardeo Sarma was te gast in het ARD-programma Menschen bei Maischberger over „Seher und Propheten“ ("Helderzienden en profeten"), Klaus Schmeh bij het helderzienden-optreden in het RTL-programma Punkt 12, en Bernd Harder in the SWR-programma Menschen der Woche over de "einde van de wereld"-voorspellingen rondom het jaar 2012.
In 2008 werd een televisiedocumentaire vertoond over de psitests van de GWUP. De film werd uitgezonden op verschillende televisiestations in Duitstalig Europa onder de titel „Alles fauler Zauber!? Das Übersinnliche auf dem Prüfstand“ ("Allemaal boerenbedrog?! Het paranormale op de proefbank"). De Bayerischer Rundfunk deed verslag van de psitests van het jaar 2011 in het televisieprogramma Vor Ort – Die Reportage. De Mitteldeutscher Rundfunk zond een reportage uit over de psitests van 2012.

## Kritiek
De GWUP wordt bekritiseerd door socioloog Edgar Wunder, die medeoprichter van de vereniging was. Hij verwijt de GWUP dat zij nauwelijks paranormale beweringen onderzoekt en in plaats daarvan vooral bezig is een naturalistisch wereldbeeld te promoten. Volgens hem maakt de vereniging zich schuldig aan een sterk bevooroordeeld "ingroup-outgroup"-denken. GWUP-voorzitter Amardeo Sarma reageerde in een interview op de verwijten van Wunder dat de GWUP wel degelijk onderzoek zou verrichten en dat er naast atheïsten ook dominees en theologen lid zijn van de vereniging en dat men openstaat voor bewijs voor andere denkbeelden.